# Tricentrus obesus
Tricentrus obesus är en insektsart som beskrevs av William D. Funkhouser 1942. Tricentrus obesus ingår i släktet Tricentrus och familjen hornstritar. Inga underarter finns listade i Catalogue of Life.